# Enrico Carli
Enrico Carli (Tremezzo, 1845 – Milano, novembre 1898) è stato un ingegnere italiano, ha legato il suo nome, in particolare, alla costruzione di un canale industriale a Verona, chiamato canale Camuzzoni.

## Vita

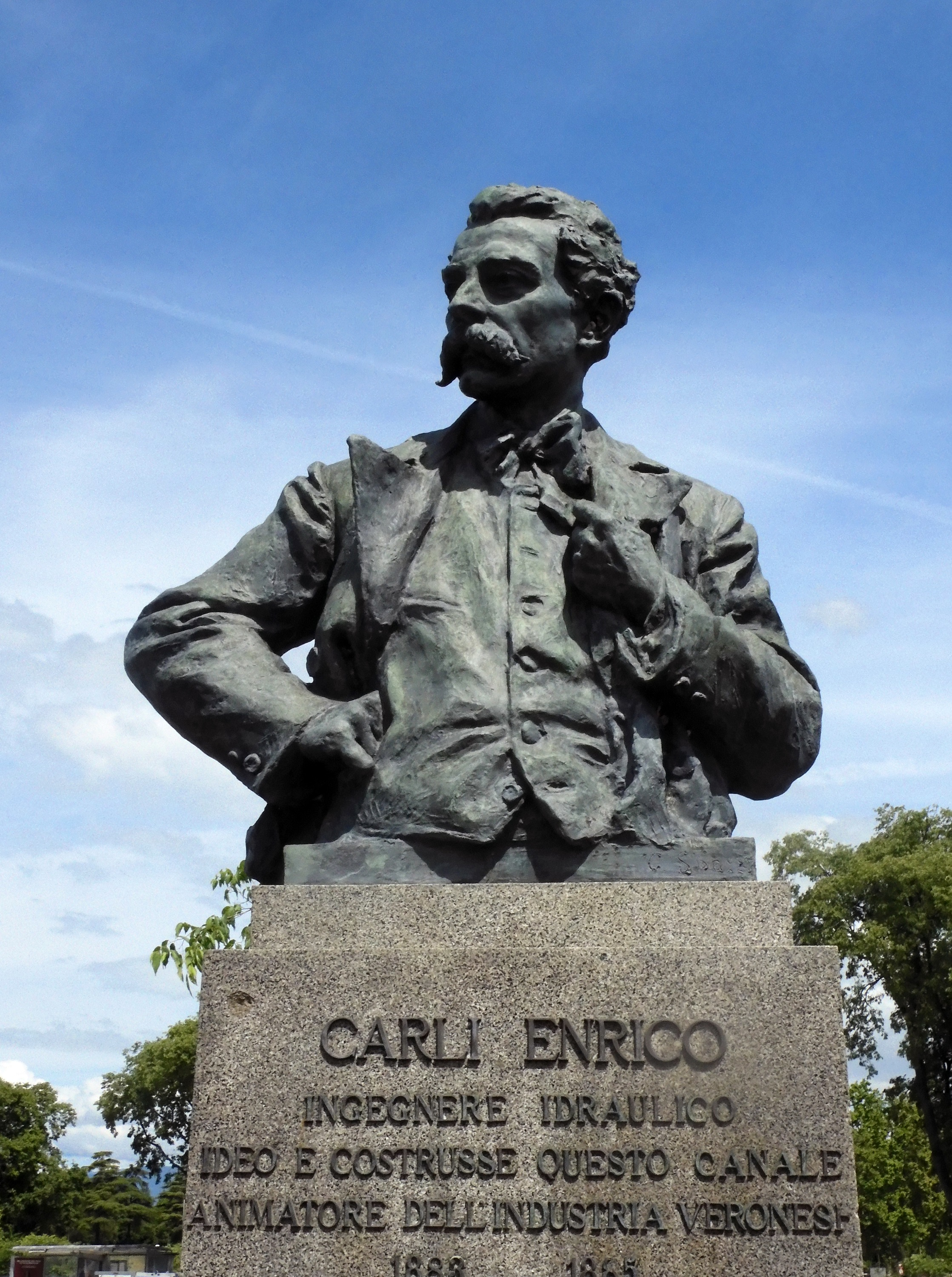
Busto di Enrico Carli a Verona

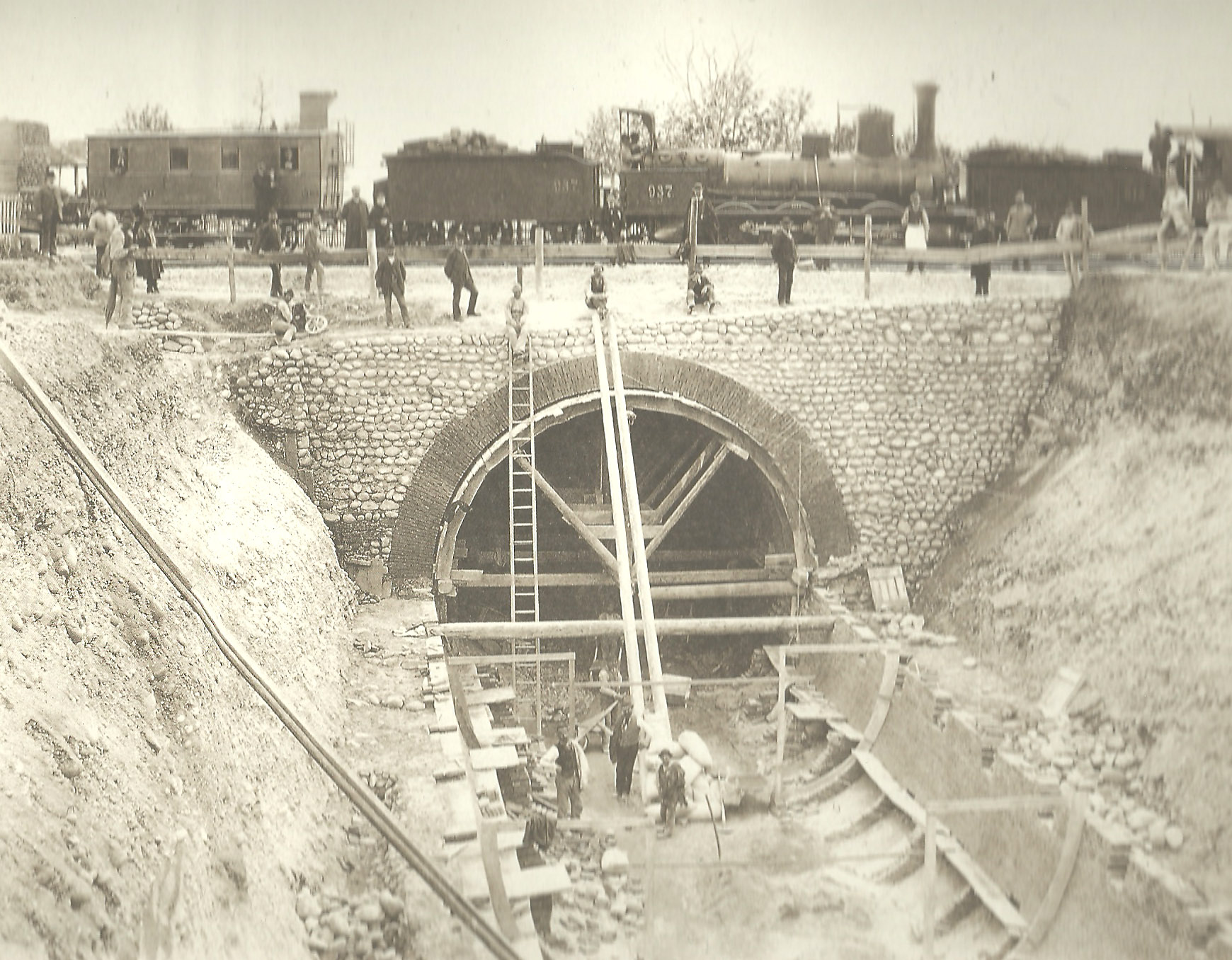
Costruzione del Canale Camuzzoni secondo le direttive di Enrico Carli

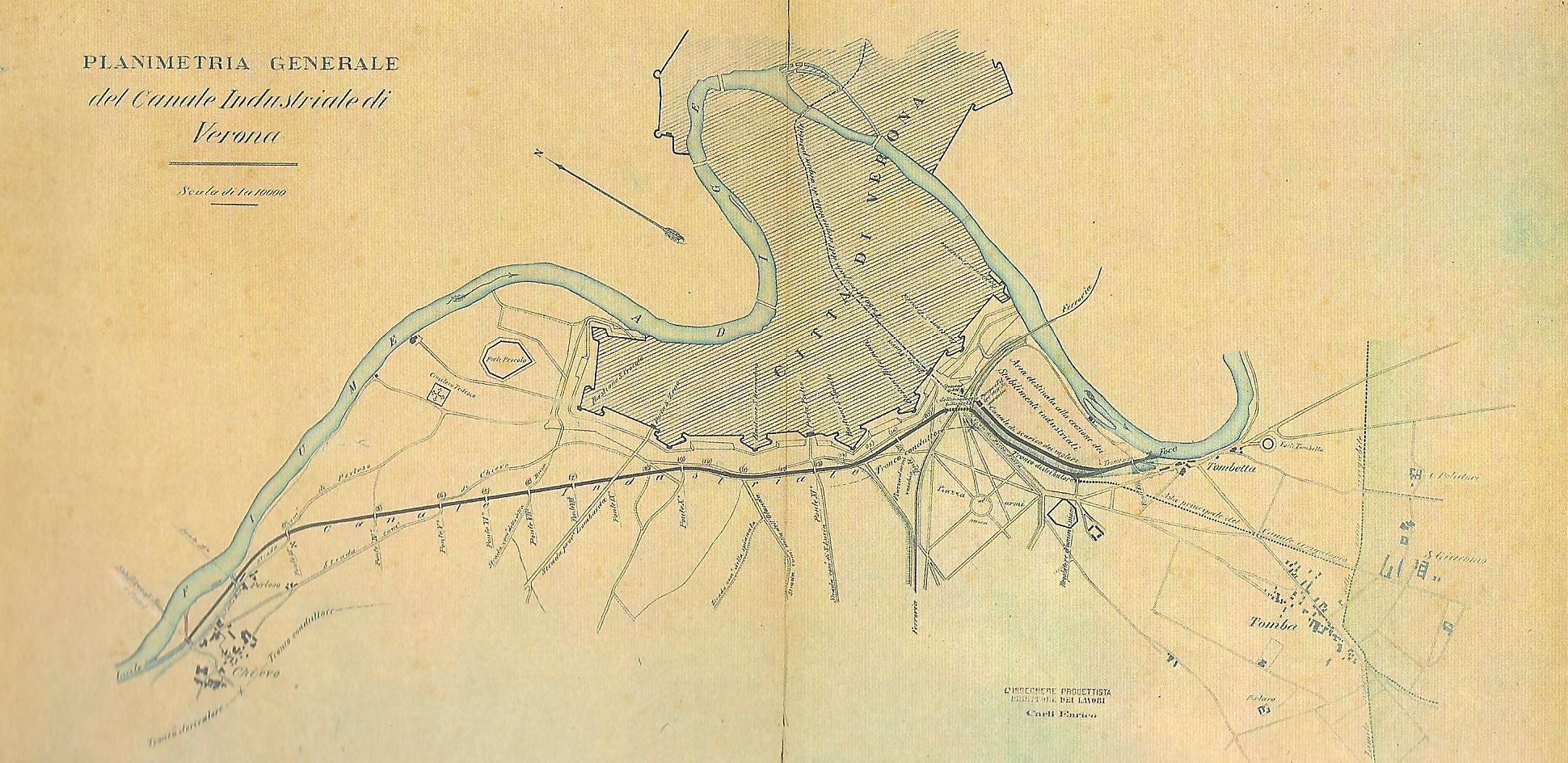
Planimetria del progetto del Canale Camuzzoni.

Dopo essersi laureato a Milano nel 1867, si trasferì a Verona dove, alla fine del 1872, fu nominato membro effettivo dell'Accademia di Agriicoltura, Scienze e Lettere.
Fu, in seguito, contattato dal sindaco Giulio Camuzzoni per studiare un progetto per la costruzione di un canale industriale che servisse a dotare di forza motrice la nascente industria veronese. L'opera vide la sua conclusione nel 1885.
A Verona, si occupò inoltre di numerose opere di ingegneria e architettura, e in particolare nel 1878, presentò un progetto per una colonia agricola per alienati mentali da edificarsi a San Giacomo in Tomba. Il manicomio fu inaugurato nel 1880 e in seguito ampliato sempre su progetti di Carli.
A seguito dell'inondazione di Verona del 1882, Carli vinse il concorso per la costruzione dei muraglioni dell'Adige e dell'acquedotto veronese che entrò in funzione nel 1886. Due anni dopo si occupò anche dell'acquedotto di Mantova.
Nel 1890 tornò a Milano per realizzare un canale di derivazione dell'Adda a Paderno. In Lombardia continuò ad occuparsi di opere idrauliche, fino alla sua morte, avvenuta nel 1898. Fu tumulato nel cimitero del comune natio Tremezzo, sul Lago di Como, nell'edicola familiare.

## Opere

Il canale industriale a Verona (1875)

- Enrico Carli, Il canale industriale a Verona, Verona, Tipografia di Francesco Apollonio, 1875.
- Enrico Carli, Progetti di opere tendenti ad aumentare le acque irrigue dei canali di Reggio e di Modena derivati dal fiume Secchia compilati per incarico del Senatore Spalletti Conte Venceslao, Reggio Emilia, Tipografia di Giuseppe Degani, 1888.